# مسعود فراستي
مسعود فراستي (بالفارسية: مسعود فراستی) هو ناقد سينمائي إيراني. وكان يظهر بانتظام في برنامج هفت الذي يبثه التلفزيون الحكومي الإيراني، ويستضيفه فريدون جيراني ثم يقدمه بهروز أفخامي.  وقد نشر مختارات من الكتابات عن صانعي الأفلام الكلاسيكية مثل تشارلي شابلن، وجون فورد، وألفريد هيتشكوك، وفيديريكو فيليني، وأكيرا كوروساوا، وإنجمار بيرجمان باللغة الفارسية.

## الآراء
يصف سعيد كمالي دهقان في مجلة الغارديان آراء مسعود فراستي بأنها قريبة من آراء الحكومة الإيرانية. يرفض بشدة أعمال المخرج الإيراني عباس كيراستمي .  يستخدم فراساتي مصطلحات ازدرائية مثل سياهنمايي و Festival Cinema (بالفارسية: سینمای جشنواره‌ای) لوصف الأفلام التي يعتبرها "غريبة" للجمهور الأجنبي وتسعى فقط للفوز بجوائز في الغرب. يظهر فراساتي في برنامج "كتاب باز" بإطلالات حول مواضيع متنوعة 

## قائمة الأفلام
1. الدوار | ألفريد هتشكوك
2. ساراباند | إنغمار برغمان
3. جيش الظلال | جان بيري ميلفلي
4. ريو برافو | هاورد هوكس
5. الباحثون | جون فورد
6. قصة محقق | ويليام وايلر
7. الحب في الظهيرة | بيلي وايلدر
8. الرجل الخطأ | ألفريد هتشكوك
9. المحل في الزاوية | إرنست لوبيتش
10. صياح وهمس | إنغمار برغمان